# يوفانا يانكوفيتش
جوفانا يوكسيموفيتش (الصربية السيريلية: Јована Јоксимовић؛ ولدت يوفانا يانكوفيتش في 25 أبريل 1981) شخصية تلفزيون صربية، اشتهر لاستضافة برنامج الصباح في مايو 2008، ظهرت مع زليكو يوكسيموفيتش، مقدمة للنسخة الثالثة والخمسين من مسابقة الأغنية الأوروبية في بلغراد.

## الحياة الشخصية
في يناير 2012، تزوجت يوفانا و زليكو يوكسيموفيتش في جزر المالديف. في عام 2013 أعلنوا أنهم ينتظرون طفلهم الأول.
في 10 أبريل 2014 ولدت يوفانا لابنهما الأول واسموه كوستا.

## روابط خارجية
- يوفانا يانكوفيتش على موقع IMDb (الإنجليزية)
- يوفانا يانكوفيتش على موقع أول موفي (الإنجليزية)
- يوفانا يانكوفيتش على موقع قاعدة بيانات الفيلم (الإنجليزية)

- يوفانا يانكوفيتش في قاعدة بيانات الأفلام على الإنترنت
- Radio Television Serbia